# (11075) Dönhoff
(11075) Dönhoff – planetoida z grupy pasa głównego asteroid okrążająca Słońce w ciągu 3,75 lat w średniej odległości 2,41 j.a. Została odkryta 23 września 1992 roku przez niemieckiego astronoma Freimuta Börngena z Obserwatorium Karla Schwarzschilda w Tautenburgu i nazwana na cześć dziennikarki i działaczki społecznej Marion Dönhoff (1909–2002).